# 51 Armia (ZSRR)
51 Armia (ros. 51-я армия) – związek operacyjny (armia ogólnowojskowa) Armii Czerwonej w czasie II wojny światowej.
Została sformowana na prawach frontu 20 sierpnia 1941 na bazie 9 Korpusu Strzeleckiego z bezpośrednim podporządkowaniem Głównej Kwaterze Naczelnego Dowództwa (Stawce). Zadaniem 51 Armii było zablokowanie lądowej drogi dotarcia na Krym oraz przeciwdziałanie morskim i powietrznym desantom nieprzyjaciela. Wchodziła w skład Frontu Południowo-Wschodniego.
W 1989 roku w składzie Dalekowschodniego Okręgu Wojskowego.

## Dowódcy armii
- gen płk Fiodor Kuzniecow (14.08.1941 – 02.11.1941)
- gen. por. Paweł Batow (02.11.1941 – 18.12.1941)
- gen. por. Władimir Lwow (18.12.1941 – 10.05.1942)
- gen. mjr Grigorij Kotow (10.05.1942 – 16.05.1942)
- gen. mjr Nikołaj Kiriczenko (17.05.1942 – 09.06.1942)
- płk Aleksiej Kuzniecow (10.06.1942 – 02.07.1942)
- gen. mjr Nikołaj Trufanow (02.07.1942 – 22.07.1942)
- gen. płk Jakow Czeriewiczenko (22.07.1942 – 26.07.1942)
- gen. mjr Trofim Kołomijec (26.07.1942 – 05.09.1942)
- gen. por. Gieorgij Zacharow (11.02.1943 – 31.07.1943)
- gen. por. Jakow Krejzer (01.08.1943 – 09.05.1945)[3]

## Struktura organizacyjna
Skład w 1989:
- 18 Dywizja Forteczna
- 22 Dywizja Zmechanizowana
- 33 Dywizja Zmechanizowana
- 79 Dywizja Zmechanizowana
- 25 Korpus Armijny
  - 8 Dywizja Zmechanizowana
  - 199 Dywizja Zmechanizowana
  - 192 pułk artylerii
- 75 Brygada Rakiet Operacyjno-Taktycznych
- 166 pułk łączności